# D'Gey
Gérald Jean-Laurent alias D'Geyrald ou D’Gey est un chanteur, compositeur et producteur français né le 9 juillet 1979 à Évreux.

## Biographie
D'Gey est métis : son père est réunionnais natif de Saint Paul et sa mère franco-belge. À l'âge de quatre ans, sa famille s'installe à Saint Paul. 
À l'âge de 15 ans, il commence à travailler comme modèle masculin.
Il est membre du boys band G-Squad qui connut un succès entre 1996 et 1998 à l'instar des 2Be3, d'Alliage ou encore des Worlds Apart. 
Depuis 2004, et après avoir fait son coming out, il mène une carrière solo. D’Gey collabore comme chroniqueur à Pink TV. Il a également fait partie du jury de HotCast, émission de télé réalité, visant à découvrir une future star du X gay.
Son single You are my man est une histoire d’amour au masculin.
En 2008, il fait une apparition dans le film Black Out.
Le 25 novembre 2010, il publie le livre Secrets, pour lequel il a décidé de poser totalement nu.
Parallèlement, il se lance dans la peinture, la poésie, et l’animation TV. Depuis D’Geyrald se consacre essentiellement à sa peinture aux États-Unis.

## Discographie
- New kind of love (2004)
- I'm your man (feat Taneo) (2005)

## Filmographie
- Black Out (2008)